# Caméra d'or

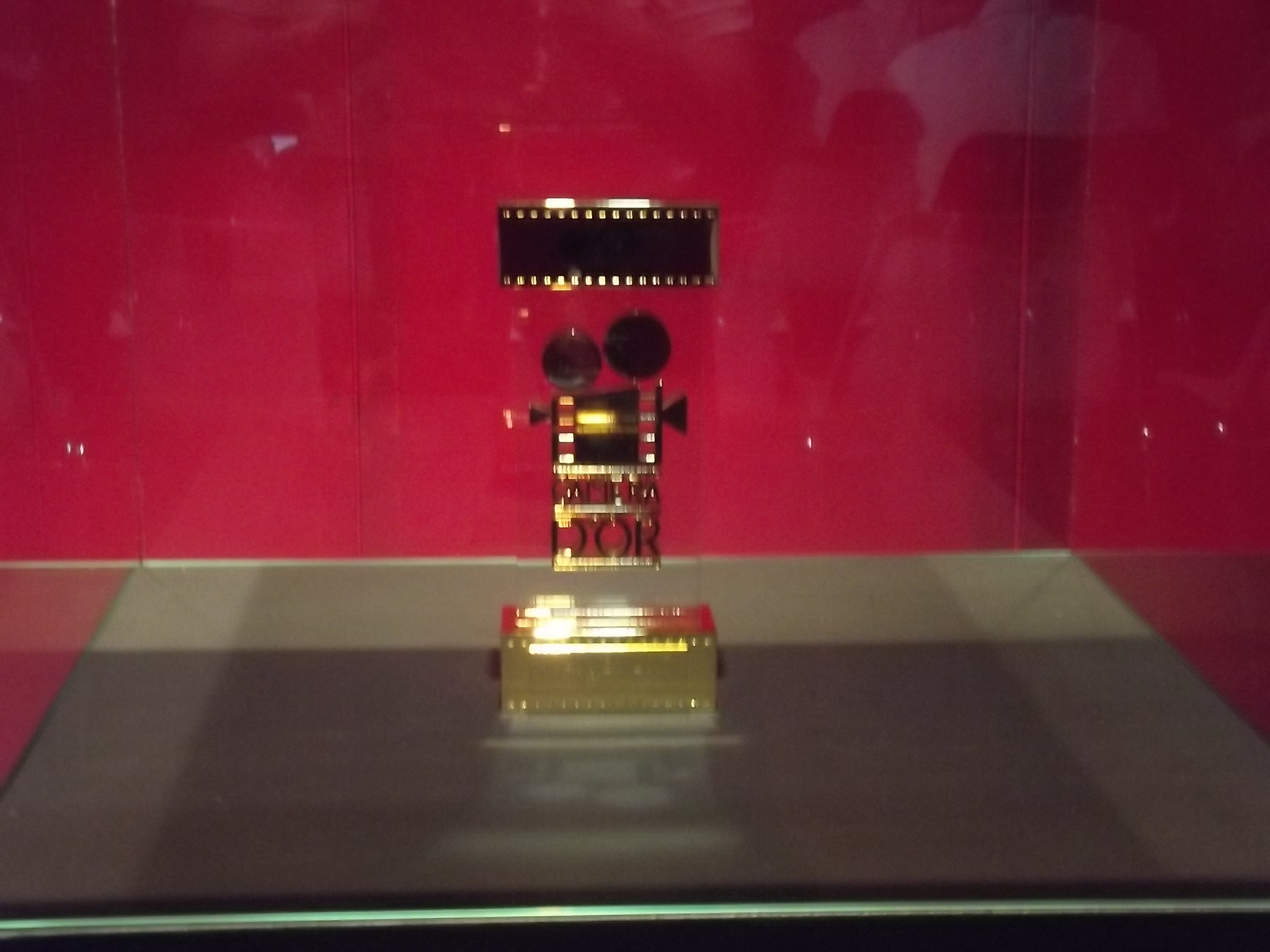
Cámara d'Or otorgada a César Augusto Acevedo por su obra La tierra y la sombra, durante la presentación de la película en el Museo La Tertulia de Cali.

El premio Caméra d'Or ("Cámara de Oro") es un premio del Festival de Cannes a la Mejor Ópera Prima presentada en una de las secciones del (Selección Oficial, la Quincena de Realizadores o la Semana Internacional de la Crítica). Fue creado en 1978 por Gilles Jacob y se entrega durante la ceremonia de cierre por un jurado independiente.

## Películas ganadoras del Caméra d'Or
| Año  | Película                                                                             | Dirección                       |
| ---- | ------------------------------------------------------------------------------------ | ------------------------------- |
| 1978 | Alambrista!                                                                          | Robert M. Young                 |
| 1979 | Luces del norte                                                                      | John Hanson                     |
| 1980 | Histoire d'Adrien                                                                    | Jean-Pierre Denis               |
| 1981 | Desperado City                                                                       | Vadim Glowna                    |
| 1982 | Mourir à 30 ans                                                                      | Romain Goupil                   |
| 1983 | The Princess (Adj király katonát)                                                    | Pál Erdöss                      |
| 1984 | Extraños en el paraíso                                                               | Jim Jarmusch                    |
| 1985 | Oriana                                                                               | Fina Torres                     |
| 1986 | Noir et Blanc                                                                        | Claire Devers                   |
| 1987 | Robinzoniada, anu chemi ingliseli Papa                                               | Nana Dzhordzhadze               |
| 1988 | Salaam Bombay!                                                                       | Mira Nair                       |
| 1989 | Mi siglo XX                                                                          | Ildikó Enyedi                   |
| 1990 | Quieto, muere, resucita (Замри, умри, воскресни!)                                    | Vitali Kanevsky                 |
| 1991 | Toto, el héroe                                                                       | Jaco Van Dormael                |
| 1992 | Mac                                                                                  | John Turturro                   |
| 1993 | El olor de la papaya verde (Mùi đu đủ xanh)                                          | Anh Hung Tran                   |
| 1994 | Pequeños arreglos con los muertos                                                    | Pascale Ferran                  |
| 1995 | El globo blanco (بادکنک سفيد , Badkonake sefid)                                      | Jafar Panahi                    |
| 1996 | Love Serenade                                                                        | Shirley Barrett                 |
| 1997 | Moe no suzaku (萌の朱雀)                                                             | Naomi Kawase                    |
| 1998 | Slam                                                                                 | Marc Levin                      |
| 1999 | Marana Simhasanam                                                                    | Murali Nair                     |
| 2018 | Djomeh: La historia del muchacho que se enamoró                                      | Hassan Yektapanah               |
| 2018 | Un tiempo para caballos borrachos (زمانی برای مستی اسبها, Zamani barayé masti asbha) | Bahman Ghobadi                  |
| 2001 | Atanarjuat                                                                           | Zacharias Kunuk                 |
| 2002 | Bord de mer                                                                          | Julie Lopes-Curval              |
| 2003 | Reconstrucción                                                                       | Christoffer Boe                 |
| 2004 | Or                                                                                   | Keren Yedaya                    |
| 2005 | Tú, yo y todos los demás                                                             | Miranda July                    |
| 2005 | Sulanga Enu Pinisa (La Tierra abandonada)                                            | Vimukthi Jayasundara            |
| 2006 | 12:08 al este de Bucarest (A fost sau n-a fost?)                                     | Corneliu Porumboiu              |
| 2007 | Medusas (Meduzot מדוזות)                                                             | Etgar Keret and Shira Geffen    |
| 2008 | Hunger                                                                               | Steve McQueen                   |
| 2009 | Samson and Delilah                                                                   | Warwick Thornton                |
| 2010 | Año bisiesto                                                                         | Michael Rowe                    |
| 2011 | Las acacias                                                                          | Pablo Giorgelli                 |
| 2012 | Beasts of the Southern Wild                                                          | Benh Zeitlin                    |
| 2013 | Ilo Ilo                                                                              | Anthony Chen                    |
| 2014 | Party Girl                                                                           | Marie Amachoukeli Claire Burger |
| 2015 | La Tierra y la Sombra                                                                | César Augusto Acevedo           |
| 2016 | Divines                                                                              | Houda Benyamina                 |
| 2017 | Jeune femme (Montparnasse Bienvenue)                                                 | Léonor Serraille                |
| 2018 | Girl                                                                                 | Lukas Dhont                     |
| 2019 | Nuestras madres                                                                      | César Díaz                      |
| 2021 | Murina                                                                               | Antoneta Alamat Kusijanović     |
| 2023 | Inside the Yellow Cocoon Shell                                                       | Pham Thien An                   |
| 2024 | Armand                                                                               | Halfdan Ullmann Tøndel          |

## Ganadores de la Caméra d'Or Mención especial
En algunas ediciones, a ciertas películas que no recibieron se les otorga una mención por su notable calidad en su primera presentación en Cannes. Este reconocimiento también se llama Caméra d'Or -Mention or Caméra d'Or - Mention d'honneur.
| Año  | Película                                        | Dirección                       | Nacionalidad       |
| ---- | ----------------------------------------------- | ------------------------------- | ------------------ |
| 1989 | Waller's Last Trip (Wallers letzter Gang)       | Christian Wagner                | Alemania           |
| 1989 | The Birth (പിറവി)                                 | Shaji N. Karun                  | India              |
| 1990 | A Time of Debts (Cas dluhu)                     | Irena Pavlásková                | República Checa    |
| 1990 | Farendj                                         | Sabine Prenczina                | Francia            |
| 1991 | Proof                                           | Jocelyn Moorhouse               | Australia          |
| 1991 | Sam & Me                                        | Deepa Mehta                     | India              |
| 1993 | Friends                                         | Elaine Proctor                  | Sudáfrica          |
| 1994 | The Silences of the Palace (Samt el qusur)      | Moufida Tlatli                  | Túnez              |
| 1995 | Denise Calls Up                                 | Hal Salwen                      | Estados Unidos     |
| 1997 | La Vie de Jésus                                 | Bruno Dumont                    | Francia            |
| 2002 | Japón                                           | Carlos Reygadas                 | México             |
| 2003 | Osama (أسامة)                                   | Siddiq Barmak                   | Afganistán         |
| 2004 | Passages (Lu Cheng)                             | Yang Chao                       | China              |
| 2004 | Bitter Dream (Khab-e talkh)                     | Mohsen Amiryoussefi             | Irán               |
| 2007 | Control                                         | Anton Corbijn                   | Países Bajos       |
| 2008 | Vse umrut, a ya ostanus (Everybody Dies but Me) | Valeriya Gai Germanika          | Rusia              |
| 2009 | Ajami                                           | Scandar Copti y Yaron Shani     | Israel             |
| 2024 | Mongrel                                         | Wei Liang Chiang y You Qiao Yin | República de China |